# فالكم للخدمات المالية
يقين كابيتال (سابقًا فالكم للخدمات المالية) هي إحدى البنوك الاستثمارية المتخصصة في عالم المال والأعمال وجميع تعاملاتها المالية والاستثمارية تجري وفقاً للتعاملات المالية الشريعة الإسلامية.

## مقرها
مدينة الرياض المملكة العربية السعودية ولديها فروع في مدينة جدة والخبر السعودية، وفي عام 2009 تم افتتاح مقر جديد لها في سلطنة عمان.

## خدمات الأفراد
- إدارة الأصول.
- إدارة المحافظ.
- تداول الأسهم السعودية.
- تداول الأسهم الخليجية.
- تداول الأسهم العالمية.

وتشمل ستة طرق للتداول وهي:- التداول عبر الإنترنت، التداول برسائل الجوال، التداول عن طريق صالات التداول، التداول عن طريق الجوال، التداول عبر وسيط، التداول آلياً عبر الهاتف.

## خدمات الشركات

### إدارة الصناديق الأستثمارية
- المتاجرة بالأسهم السعودية.
- المرابحة بالريال السعودي.
- الصكوك بالريال السعودي.
- المرابحة باليورو.
- فالكم متعدد الأصول.
- فالكم للطروحات الأولية.

### الاستثمار المصرفي
ابتداء من تمويل الشركات وترتيب وتنفيذ الصفقات إلى عمليات طرح الأوراق المالية على اختلاف أنواعها (الطرح العام) ,(الطرح الخاص)
و(المستثنى) والتعهد بتغطية الاكتتابات وادارتها وذلك للاسهم واسواق التمويل الإسلامي والبحث والتحليل المالي المتقدم، التقييم، النماذج المالية المحوسبة، إعادة الهيكلة، إضافة إلى فن التفاوض وتنفيذ الصفقات.

## تداولي
هو النظام الحاسوبي الذي توفره فالكم(تداولي)و يساعد المستثمرين على القيام بأعمال التداول والتحكم بمحافظهم الاستثمارية
بسرعة ودقة فائقتين ويتميز نظام فالكم للتداول(تداولي)بمزايا فريدة كسرعة التحديث لمجريات السوق وتنفيذ الأوامر وفاعلية
الأدوات الاستثمارية المتوفرة في النظام بالإضافة إلى تمكين المتداولين من متابعة تعاملات السوق لساعة ماقبل الافتتاح 
عن طريق مؤشر ماقبل الافتتاح جعلته يحتل مرتبة ريادية في مجال التداول الإلكتروني.
كما توفر فالكم للمستثمرين سلة متكاملة من المعلومات المحدثة بصفة يومية على فالكم واتش.

## فالكم واتش
هو نظام أبتكرته فالكم وهو يساعد على اتخاذ قرارات استثمارية سليمة لشموله على كافة المعطيات السوقية والأخبار الاقتصادية.
إضافة إلى ذلك: توفر فالكم لعملائها تقارير يومية وأسبوعية وشهرية وربع سنوية يصدرها قسم الأبحاث في الشركة عطفاً على 
تقارير ودراسات عن الشركات المدرجة في الأسواق المالية.
هذا التطور وهذه المهنية لدى فالكم في تقديمها الخدمات عبر نظامها الإلكتروني أهلها للحصول على جائزة (وورلد فاينانس)
لأفضل نظام تداول إلكتروني في المملكة العربية السعودية للعام 2009م مما يترجم هذا النمو السريع في حجم نشاط التداول الإلكتروني لدى الشركة.

## أبحاث الإستثمـار
يقوم المحللين الماليين في فالكم بتوفير تغطيةً لأنواع متعددة من الأصول والقطاعات والأوراق المالية باستخدام مزيج من أساليب التحليل الأساسي والكمي.

## الجوائز
- جائزة أفضل بنك استثماري إسلامي وسعودي لـ 2009
- جائزة جلوبال فاينانس : أفضل بنك استثماري لعام 2008
- جوائز أريبيان بيزنس :أفضل بنك استثماري لعام 2008
- جوائز وورلد فاينانس :أفضل بنك استثماري لعام 2008

## إنجازات
- في خطوة تعد الأولى من نوعها قامت شركة فالكم للخدمات المالية بإطلاق أول مؤشر في أسواق الشرق الأوسط لقياس أداء أسهم الشركات المتوافقة مع الضوابط الشرعية في السوق السعودية «تداول» الذي يتمكن من استقراء ساعة ما قبل الافتتاح، يذكر أن هذه المؤشرات تستخدم غالباً من قبل المتخصصين من مديري المحافظ والصناديق الاستثمارية لتمكينهم من توزيع ثرواتهم، ومن ثم قياس أداء لهذه الثروات بطرق أكثر دقة، ولتمكينهم من اتخاذ قرارات استثمارية إستراتيجية. كما تمكن الأفراد من قراءة واستخدام مؤشرات تتماشى مع طبيعة الشركات التي يتعاملون بأسهمها بصفة دورية
- تم الإعلان في يوم15/7/2009 عن آخر الدراسات والتحاليل الدورية التي تجريها فالكم لتقييم مستوى أدائها استحواذها على 49.8% من الحصة السوقية للشركات المالية الصاعدة في المملكة العربية السعودية محققة نمواً بلغ 10.3% في يونيه 2009م عما كانت عليه في شهر مايو 2009م، حيث ارتفع إجمالي عدد الصفقات في شهر يونيه 2009م حوالي 60.64% عن نفس الفترة من العام 2008م، وتفيد تحاليل الدراسات الدورية أن فالكم حصلت على حصة سوقية من حجم النشاط الإلكتروني بلغت 39.5% في شهر مايو من 2009م، حيث اتضح نمو حجم النشاط الإلكتروني في شهري مايو ويونيه من 2009م لدى فالكم بمعدل 10.3% وتراجع معدلات الشركات الأخرى مما عزز الفارق في الحصة السوقية بين فالكم والشركات الأخرى الصاعدة، الدراسة شملت عدة جوانب من أهمها: مقارنة حجم التداولات بين الشركات الاستثمارية الصاعدة، وصافي قيمة الأسهم المتداولة وعدد مشتركي النظام الإلكتروني وحجم النشاط الإلكتروني لدى جميع الشركات الأستثمارية الصاعدة في المملكة.